# Спортивна карта

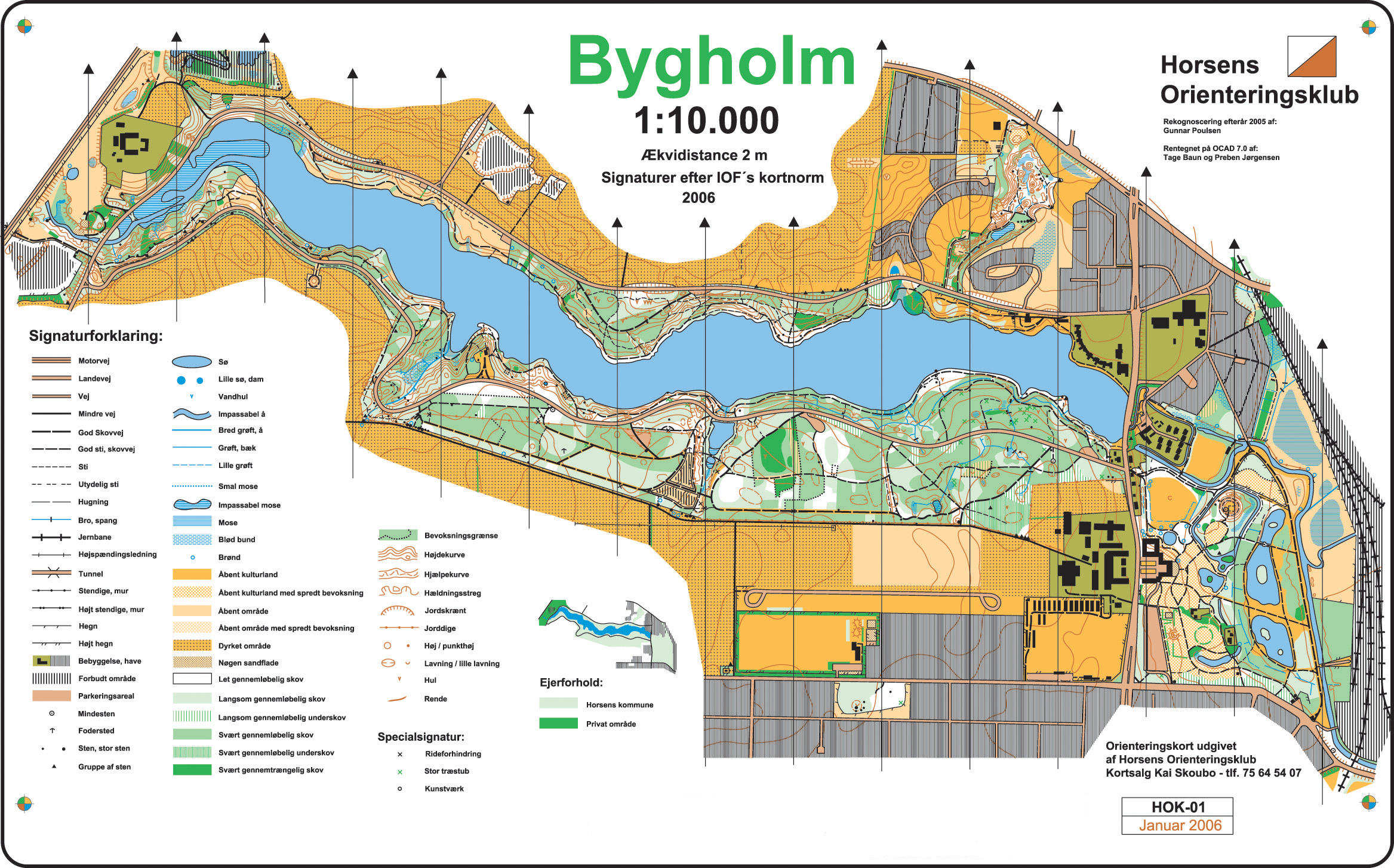
Спортивна карта

Спортивна карта — спеціальна крупномасштабна схема місцевості, призначена для використання в змаганнях зі спортивного орієнтування.
На спортивній карті відсутні координатна сітка, лінії істинного меридіана, відхилення, точки геодезичних прив'язок і діє особлива система точності по плановим, кутовим і висотним вимірам у відповідності з вимогами Міжнародної федерації спортивного орієнтування (англ. IOF), а спеціальний набір символів використовується для відображення прохідності місцевості та індивідуальних особливостей відображуваних об'єктів.

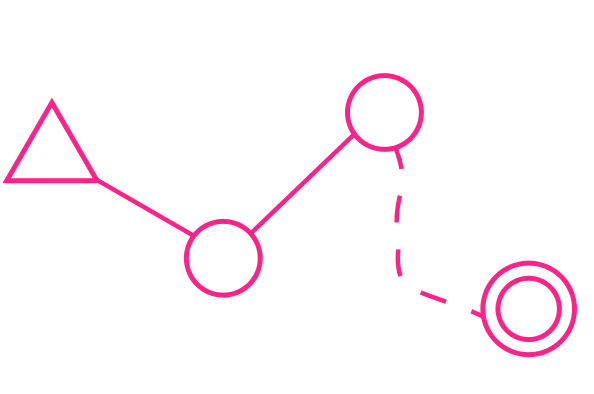
Дистанція

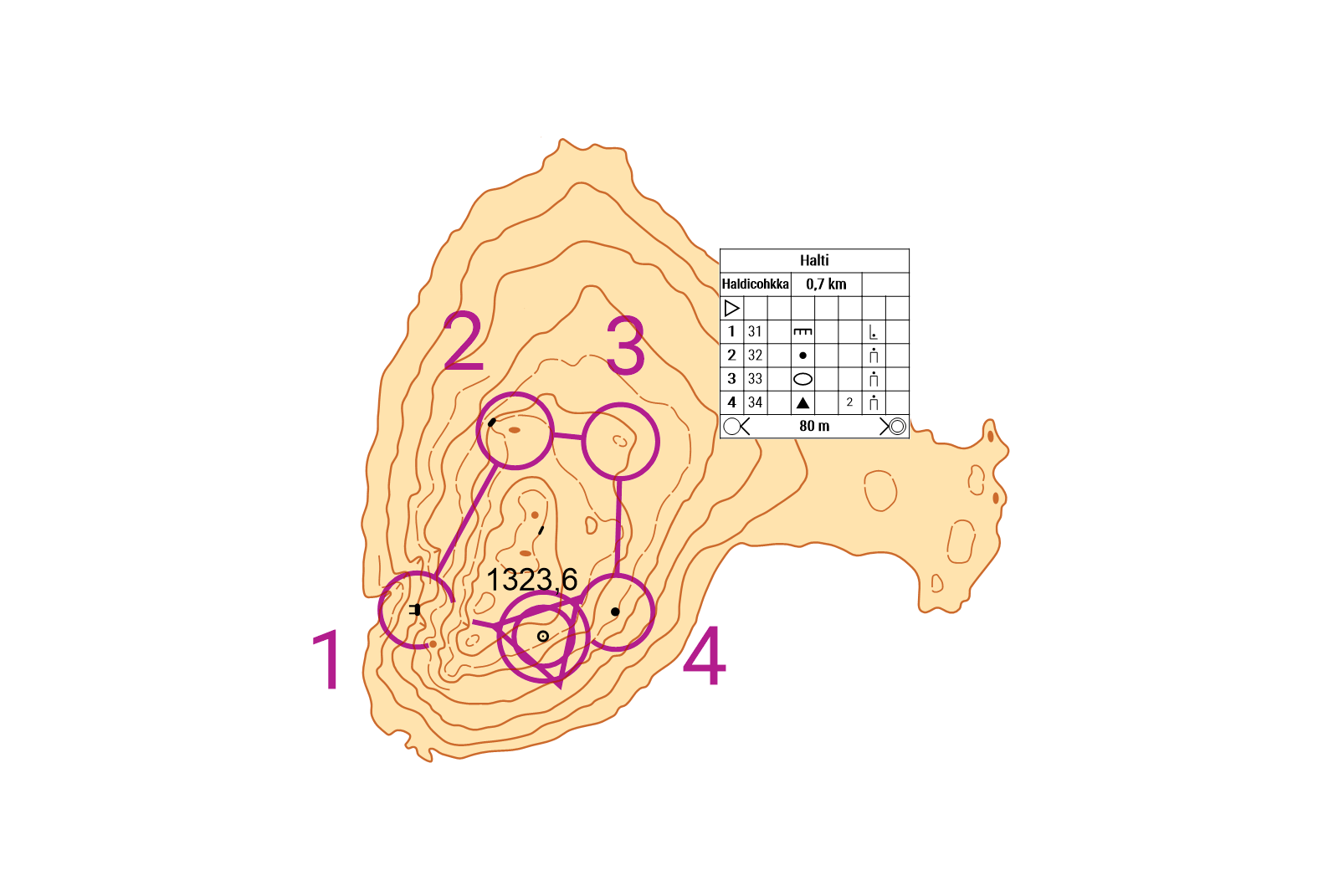
Спортивна карта вершини гори Халті нанесеними дистанцією та легендою контрольних пунктів

На карту, котру видають учаснику змагань, наносять пурпуровим (допускається червоним, фіолетовим) кольором елементи дистанції, відповідно до виду орієнтування.
Для спортивних карт зазвичай застосовуються масштаби 1:5000, 1:7500, 1:10 000 і 1:15 000 з висотою контурів перетину рельєфу 5 м. На місцевості з малим перепадом висот на схилах можна використовувати висоту перетину рельєфу 2,5 м.
В Україні спортивні карти виготовляються згідно Правил змагань зі спортивного орієнтування Федерації спортивного орієнтування України (ФСОУ) у відповідності з міжнародною системою умовних знаків IOF, доповнених національними умовними знаками, затвердженими ФСОУ.

## Програмне забезпечення
В 1988—1989 роках швейцарський програміст і укладач карт Ганс Штейнеггер (нім. Hans Steinegger) випустив першу версію картографічної видавничої  програми OCAD. Станом на 2010 рік близько 95-98 % усіх карт для спортивного орієнтування створювалися з допомогою цієї програми.
У лютому 2012 року німецький програміст Томас Шопс (нім. Thomas Shöps) на базі власних напрацювань створив вільну програму OpenOrienteering Mapper з підтримкою форматів файлів OCAD version 8, котру вперше було презентовано 13 липня 2012 року на Міжнародній конференції щодо спортивних карт (ICOM) в м.Лузанна (Швейцарія). Однією з перших локалізацій, серед включених в програму, була  українська, а з версії 0.6.0 ця програма є повноцінною альтернативою комерційному пропрієтарному OCAD.
Для планування та нанесення на спортивних картах маршрутів та контрольних точок змагань перед друком карт використовують безкоштовну програму Purple Pen.